# Graciano Mendilaharzu
Graciano Mendilaharzu (Avellaneda, 1856 - Buenos Aires, 1894) fue un pintor argentino del siglo XIX de origen vasco-francés. Célebre por su obra de naturaleza muerta, género y alegoría decorativa, su pintura más famosa es La vuelta al hogar.

## Formación

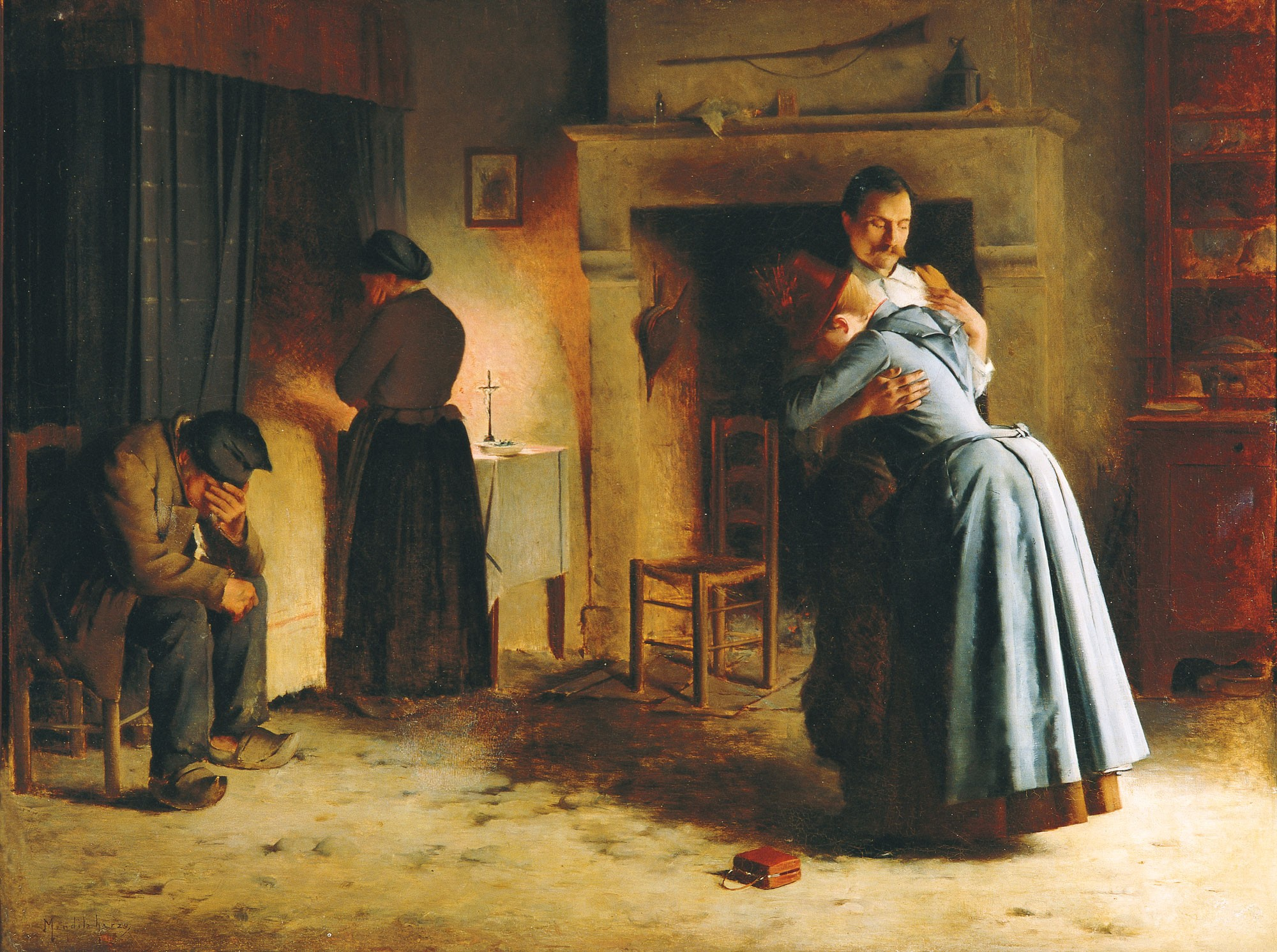
La vuelta al hogar, c. 1885

Nacido en 1856 en Barracas al Sud (actual Avellaneda), de padres vasco-franceses, desde muy joven demostró vocación por la pintura y fue protegido de Martín Boneo estudiando con él en Argentina. En 1873 parte hacia Francia, donde se instala en Bayona, ingresando en una escuela de dibujo y pintura de la comuna para posteriormente ser galardonado con diversos premios entre 1874 y 1875, dejando en su paso por la ciudad varios cuadros suyos en un museo de la zona. Allí estudió pintura con Achille Zo, con quien mantuvo una larga amistad y correspondencia. Dos años más tarde se estableció en París donde estudió con el artista, también bayonés, Léon Bonnat. Expuso regularmente en el Salón de París entre 1879 y 1886. Se vio en grandes dificultades para sobrevivir en Europa cuando su familia ya no pudo sostenerlo. A comienzos de la década del 80 se discutió una beca en el Senado del gobierno de la provincia, que alcanzó estado público en la prensa. Recibió una pensión en 1881 y regresó definitivamente a Buenos Aires en 1889, luego de un primer regreso en 1886, cuando recibió el encargo de los paneles de la sala del Congreso de la ciudad de La Plata. Durante su larga estancia en París recibió auxilio y pintó retratos por encargo de argentinos que residían allí, como Carlos Vega Belgrano, Rufino Varela y, sobre todo, Ignacio Pirovano.
Decide luego radicarse en París, donde se inscribe en la Academia Julian y continúa su formación bajo la tutela de Léon Bonnat alrededor del año 1876, con quien también trabaja en el taller de este último, para solventar gastos y expensas. Es durante esta época que pintaría su obra cúlmine, La vuelta al hogar, la cual se llevaría con sigo a su país natal en su regreso.

## Vida en Argentina

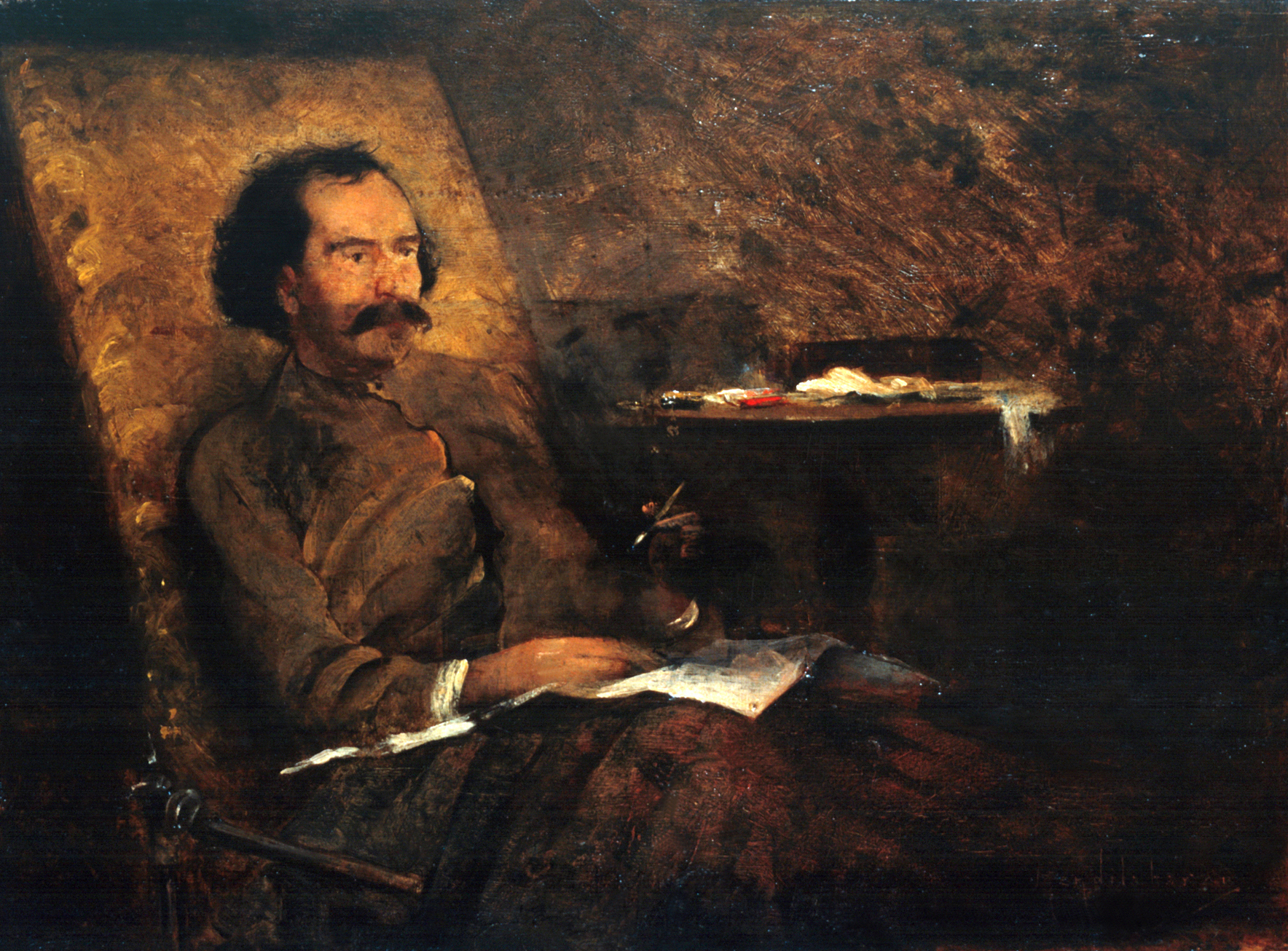
Retrato de Gervasio Méndez, c. 1891

Retorna diez años después, en 1886, a la Argentina, estableciéndose en Buenos Aires, donde se lo pone a cargo de la decoración de la sala de sesiones de la Legislatura de la Provincia de Buenos Aires, en la ciudad de La Plata. Para llevar a cabo dicha tarea emprende otro viaje hacia París en 1888, al taller de Bonnat, donde realiza algunas alegorías y decoraciones sobre tela al marouflage, así como algunos retratos para la sala de sesiones. Es durante esta segunda estadía donde comienza su instrucción en el género del bodegón de la mano del pintor de realismo Antoine Vollon, añadiendo a su obra pinturas históricas y retratos.
Luego de su regreso y de completar su trabajo en la legislatura, opta por quedarse y se instaló definitivamente en Argentina en 1889, con 33 años, donde se inspiraría en los temas y paisajes del país para retratar escenas campestres y variedad de obras de bodegones. Contrae matrimonio con una mujer de nombre Valentina Seminario, y es en este periodo cuando realizó trabajos como el Retrato de Gervasio Méndez, de 1891, donde inmortaliza al poeta entrerriano quien había estado postrado por una parálisis progresiva desde 1876. El cuadro se hizo con la finalidad de rifarlo en beneficio de Méndez, pero la rifa solo se concretó solo después de la muerte del pintor, en la exposición póstuma que organizó Eduardo Schiaffino en 1894.

## Fallecimiento
Luego del nacimiento de su primer y único hijo, su razón se ve afectada. El aislamiento y la falta de estímulo que encontró en el país perturbaron su juicio. Fue recluido momentáneamente en un sanatorio, pero poco tiempo después de salir debió ser nuevamente internado debido a la delicadez de su condición. El pintor se suicidó en el año 1894, con 38 años, muriendo al arrojarse de una ventana del mismo edificio del sanatorio donde había sido internado.
Parte de su obra fue donada a distintas instituciones por su misma viuda, Valentina Seminario. Su trabajo es exhibido a día de hoy en varios museos, incluyendo el Museo de Arte de Tigre, el Museo Benito Quinquela Martín o el Museo Nacional de Bellas Artes de Argentina.